# Consiglio francese del culto musulmano
Il Consiglio francese del culto musulmano è una consulta che, in base a una legge del 1901, è destinata a rappresentare i musulmani di Francia.
La consultazione - avviata nel 1999 da parte di Jean-Pierre Chevènement e proseguita poi da Daniel Vaillant - ha portato alla creazione dell'attuale Consiglio nel 2003. È ufficialmente stata creata e sostenuta da Nicolas Sarkozy, all'epoca ministro dell'Interno.
Il CFCM interviene nelle relazioni col potere politico francese, nell'edificazione delle moschee, nell'allestimento dei mercati di alimenti ḥalāl (leciti), nella formazione professionale di alcuni imam e nello sviluppo delle rappresentanze musulmane nei carceri e nelle forze armate francesi. Esso fissa del pari le date d'inizio in Francia del mese sacro di Ramadan (che, essendo un mese lunare, varia ogni anno e il cui inizio astronomico deve essere testimoniato da dotti particolarmente versati sulla questione) e, attraverso il Consiglio europeo della ricerca e della fatwa, emette fatwā applicabili in Francia, nel rispetto del suo ordinamento giuridico.
Anche in Francia non mancano coloro che contestano la rappresentatività del CFCM, che ambisce essere il portavoce dei circa 3,5 milioni di fedeli musulmani in Francia. Per i suoi detrattori, il CFCM non è un'istanza religiosa, bensì politica e, dunque, non in grado di rappresentare in modo appropriato la maggioranza dei musulmani francesi o residenti in Francia.
Considerato inefficace e in seguito a una scissione interna, il CFCM è stato sciolto all'inizio del 2023 per decisione di Emmanuel Macron, che ha preferito il Forum francese dell'Islam..

## Funzionamento
Il Consiglio d'amministrazione è eletto per tre anni dai delegati delle moschee francesi, il cui numero è determinato in base alla superficie dei luoghi di culto islamici. Il Consiglio elegge nel suo seno l'Ufficio esecutivo, che a sua volta elegge il presidente del CFCM per la durata del mandato. I Consigli regionali del culto musulmano (CRCM) sono eletti nello stesso momento.

## Presidenti
Dalil Boubakeur è stato il primo Presidente del CFCM. Eletto nel 2003, è stato confermato nel 2005, malgrado la sconfitta della Grande Moschea di Parigi e la vittoria della Federazione nazionale dei musulmani di Francia.
Nel giugno 2008, Mohammed Moussaoui, nato nel 1964 a Figuig (Marocco), professore di matematica nell'Università di Avignone e vicepresidente del Rassemblement des musulmans de France, sostituisce Boubakeur alla presidenza in seguito alle previste elezioni. Boubaker resta come vicepresidente.

## Componenti
Nel Consiglio sono rappresentate diverse tendenze:
- Il Comitato di coordinamento dei musulmani turchi di Francia (CCMTF);
- la Federazione francese delle associazioni islamiche d'Africa, delle Comore e delle Antille (FFAIACA);
- la Federazione «Invito e missione per la fede e la pratica;
- la Federazione nazionale dei musulmani di Francia (FNMF);
- la Grande Moschea di Parigi (GMP);
- l'Unione dei musulmani di Francia (RMF);
- l''Unione delle organizzazioni islamiche di Francia (UOIF);

### Elezioni del 2011
Le elezioni del 5 giugno 2011 hanno rinnovato i rappresentanti in seno al Consiglio:
- 30 rappresentanti dell'Unione dei musulmani di Francia (Rassemblement des musulmans de France) (RMF),
- 5 rappresentanti del Comitato di coordinamento dei musulmani turchi di Francia,
- 2 rappresentanti della Grande Moschea di Parigi (GMP),
- 1 rappresentante della Federazione nazionale dei musulmani di Francia (FNMF);
- 3 rappresentanti indipendenti.

L'UOIF (Unione delle organizzazioni islamiche di Francia) ha deciso di non partecipare allo scrutinio.